# 電子薬歴
電子薬歴（でんしやくれき）とは、医師から発行された処方箋に基づき、レセプトコンピュータと連動を行い電子的に調剤、指導歴を管理するシステム。従来紙媒体で行われてきた薬歴にレセプトコンピュータとの連動機能を持たせ電子化したものである。
主に調剤薬局での利用を想定されており、電子カルテとは意味合いが異なる。

## 電子薬歴の目的
一昔前まで、薬剤師は医師の書き殴りの処方箋を解読し、処方箋通り正確に医薬品を揃えられるかが求められていた。だが紙薬歴の多くは書き殴り状態で処方箋は見読性に乏しく、誤読による調剤や頻繁な疑義照会などが発生していた。
そのため、薬局業務の薬歴をより正確に管理し、薬剤師の業務負担軽減をはかることができるシステムが求められていた。レセプトコンピュータと分離することにより、薬局内でのシステムを柔軟に構築できるよう求められている。

## 電子薬歴のあり方
日本薬剤師会により、その運用方法がガイドラインで定義されている。薬局の自己責任において、電子カルテと同様の基準と留意事項を遵守することにより薬歴の電子保存を実施することが認められている。
- 自己責任

(1) 説明責任　システムが基準を満たしていることを第三者に説明する責任
(2) 管理責任　システムの運用面の管理を当該施設が行う責任
(3) 結果責任　システムにより発生した問題点や損失に対する責任
- 基準

(1) 真正性　記録時間・記録者の明確化、改ざんの防止等
(2) 見読性　容易な見読や印刷ができること等
(3) 保存性　法令に定める期間の保存、個人情報の保護、データのバックアップができること等
- 留意事項

(1) 運用管理規程の制定
薬局ごとに規定を定める必要がある。
(2) 患者のプライバシー保護

## 主な運用目的
- レセプトコンピューターとの連動
- 処方確認
- 処方歴管理
- 疑義照会
- 相互作用チェック
- 患者管理
- 患者指導歴管理
- 薬歴簿の印刷(監査時など)

## 主なメーカー
- PHCホールディングス
- ユニケソフトウェアサーチ
- 日立ヘルスケアシステムズ
- グッドサイクルシステム
- アクシス
- カケハシ
- ハイブリッジ